# Presidio (Texas)
Presidio é uma cidade localizada no estado norte-americano de Texas, no Condado de Presidio.

## Demografia
Segundo o censo norte-americano de 2000, a sua população era de 4167 habitantes.
Em 2006, foi estimada uma população de 4841, um aumento de 674 (16.2%).

## Geografia
De acordo com o United States Census Bureau tem uma área de
6,7 km², dos quais 6,7 km² cobertos por terra e 0,0 km² cobertos por água.

## Localidades na vizinhança
O diagrama seguinte representa as localidades num raio de 92 km ao redor de Presidio.